# Eisenbahnunfall von Vrindavan
Der Eisenbahnunfall von Vrindavan war ein Auffahrunfall zweier Schnellzüge am 21. Oktober 2009 zwischen den Bahnhöfen Vrindavan Road und Bhuteshwar im indischen Bundesstaat Uttar Pradesh. 22 Menschen starben.

## Ausgangslage
Die Strecke war durch Signale gesichert, die aber nicht durch Streckenblock verbunden waren. Es war also möglich, ein Signal auf „Fahrt frei“ zu stellen, auch wenn sich in dem Streckenabschnitt, der durch das Signal gesichert wurde, noch ein Zug befand.
Voraus fuhr der Mewar Express (Zugnummer 2964), der von Udaipur nach Delhi, Bahnhof Hazrat Nizamuddin, unterwegs war. Der Zug führte am Schluss einen gemischten Personen- und Packwagen, dessen Sitzplätze für Menschen mit Behinderung, Frauen und Kinder reserviert waren. Mit diesem Zug wurde in Begleitung dreier Polizisten auch ein Gefangener von Kota nach Delhi transportiert.
Diesem ersten Zug folgte der Goa Express (Zugnummer 2779) von Vasco, der ebenfalls zum Bahnhof Hazrat Nizamuddin in Delhi unterwegs war.
Beide Züge hatten in Mathura planmäßig gehalten und waren stark belegt, weil das Ende der Diwali-Ferien bevorstand.

## Unfallhergang
Der Gefangene, der im Mewar Express transportiert wurde, entfloh – sprang wohl aus dem fahrenden Zug ab –, woraufhin die Notbremse gezogen wurde. Nach kurzem Aufenthalt, in dem das Personal den Zug wieder fahrfähig machte, setzte der sich wieder in Bewegung.
Mittlerweile hatte sich der Goa Express dem durch den vorausfahrenden Zug noch belegten Streckenabschnitt genähert. Dessen Lokführer überfuhr entweder das „Halt“ zeigende Signal, das den liegengebliebenen Zug in rückwärtige Richtung schützen sollte oder es war versehentlich auf „Fahrt frei“ gestellt worden. Jedenfalls prallte auf der Goa Express gegen 4:55 Uhr auf den Zugschluss des vorausfahrenden Zuges. Der überwiegende Teil der kinetischen Energie des Aufpralls wurde dabei vom letzten Wagen des vorausfahrenden Zuges aufgenommen, als er von der auffahrenden Lokomotive zerquetscht wurde. Die Lokomotive und ein Wagen des auffahrenden Zuges entgleisten, ebenso die beiden letzten Wagen des vorausfahrenden Zuges.
Die indische Staatsbahn vermutete zuerst, dass der Lokomotivführer des Goa Express ein „Halt“ zeigendes Signal überfahren habe. Die anschließende Untersuchung des Unfalls stellte aber klar, dass das nicht der Fall war.

## Folgen
22 Menschen starben, 20 davon alleine im letzten Wagen des Mewar Express. 22 weitere Personen wurden verletzt.
Die drei Polizisten wurden vom Dienst suspendiert, der Gefangene im Februar 2010 erneut festgenommen.